# Campeonato Mundial de Atletismo Júnior de 2014 - Salto triplo feminino
A prova do salto triplo feminino do Campeonato Mundial de Atletismo Júnior de 2014 ocorreu entre os  dias 24 e 26 de julho em Eugene, nos Estados Unidos. 

## Recordes
Antes desta competição, os recordes mundiais e do campeonato nesta prova eram os seguintes:
|     | Nome            | Nacionalidade | Distância | Local  | Data                 |
| --- | --------------- | ------------- | --------- | ------ | -------------------- |
| WJR | Tereza Marinova | Bulgária      | 14.62 m   | Sydney | 25 de agosto de 1996 |
| CR  | Tereza Marinova | Bulgária      | 14.62 m   | Sydney | 25 de agosto de 1996 |

## Medalhistas
| Ouro                | Prata                 | Bronze            |
| Rouguy Diallo (CUB) | Liadagmis Povea (CUB) | Li Xiaohong (CHN) |

## Cronograma
Todos os horários são locais (UTC-7).
| Data        | Hora  | Evento       |
| ----------- | ----- | ------------ |
| 24 de julho | 12:05 | Qualificação |
| 26 de julho | 15:30 | Final        |

## Resultados

### Qualificação
Qualificação: 13,30 m (Q) ou pelo menos melhor 12 qualificado (q) 
| Posição | Grupo | Atleta                               | Nacionalidade  | Resultados | Notas  |
| ------- | ----- | ------------------------------------ | -------------- | ---------- | ------ |
| 1       | B     | Rouguy Diallo                        | França         | 13.77      | Q, NJR |
| 2       | B     | Liadagmis Povea                      | Cuba           | 13.55      | Q      |
| 3       | B     | Keturah Orji                         | Estados Unidos | 13.46      | Q,     |
| 4       | A     | Elena Panțuroiu                      | Roménia        | 13.38      | Q      |
| 5       | B     | Li Xiaohong                          | China          | 13.38      | Q      |
| 6       | B     | Ana Peleteiro                        | Espanha        | 13.30      | Q      |
| 7       | A     | Nubia Soares                         | Brasil         | 13.27      | q      |
| 8       | B     | Aliyah Johnson                       | Austrália      | 13.26      | q,     |
| 9       | A     | Valeriya Fedorova                    | Rússia         | 13.21      | q      |
| 10      | A     | Marshay Ryan                         | Estados Unidos | 13.21      | q      |
| 11      | B     | Ottavia Cestonaro                    | Itália         | 13.16      | q      |
| 12      | A     | Ana Krasutska                        | Ucrânia        | 13.14      | q      |
| 13      | B     | Gabriele dos Santos                  | Brasil         | 13.13      |        |
| 14      | B     | Isabella Marten                      | Alemanha       | 13.11      |        |
| 15      | B     | Andreea Lefcenco                     | Roménia        | 13.10      |        |
| 16      | A     | Paola Borović                        | Croácia        | 13.02      | NJR    |
| 17      | A     | Yulimar Rojas                        | Venezuela      | 12.99      |        |
| 18      | B     | Jhoanmy Luque                        | Venezuela      | 12.97      |        |
| 19      | B     | Tamara Moncrieffe                    | Jamaica        | 12.92      |        |
| 20      | A     | Wang Rong                            | China          | 12.92      |        |
| 21      | A     | Eva Mustar                           | Eslovênia      | 12.88      |        |
| 22      | A     | Zinzi Chabangu                       | África do Sul  | 12.84      |        |
| 23      | B     | Monika Banovicová                    | Eslováquia     | 12.81      |        |
| 24      | B     | Nhayilla Rentería                    | Colômbia       | 12.60      |        |
| 25      | A     | Vidusha Lakshani Heenatimullage Dona | Sri Lanka      | 12.52      |        |
| 26      | B     | Eszter Bajnok                        | Hungria        | 12.48      |        |
| 27      | A     | Benedetta Cuneo                      | Itália         | 12.47      |        |
| 28      | A     | Elza Norina                          | Letónia        | 12.39      |        |
| 29      | A     | Kirthana Ramasamy                    | Malásia        | 12.32      |        |
| 30      | B     | Tina Božič                           | Eslovênia      | 12.31      |        |
| —       | A     | Cora Salas                           | Espanha        | NM         |        |

### Final
A prova final foi realizada no dia 26 de julho às 15:30. 
| Posição | Atleta            | Nacionalidade  | 1     | 2     | 3     | 4     | 5     | 6     | Resultados | Notas           |
| ------- | ----------------- | -------------- | ----- | ----- | ----- | ----- | ----- | ----- | ---------- | --------------- |
| 01 !    | Rouguy Diallo     | França         | 14.24 | X     | 14.44 | 14.20 | X     | 13.98 | 14.44      | PB, NJR         |
| 02 !    | Liadagmis Povea   | Cuba           | 14.02 | 14.07 | 14.02 | 13.94 | 14.00 | X     | 14.07      |                 |
| 03 !    | Li Xiaohong       | China          | X     | 13.75 | 13.79 | 14.01 | 14.03 | 13.93 | 14.03      |                 |
| 4       | Valeriya Fedorova | Rússia         | X     | 13.71 | 13.96 | 13.14 | 13.58 | 13.53 | 13.46      |                 |
| 5       | Elena Panțuroiu   | Roménia        | 13.61 | X     | 13.49 | 13.73 | 13.69 | 12.19 | 13.73      |                 |
| 6       | Ana Peleteiro     | Espanha        | X     | 13.34 | 13.71 | 13.63 | 13.62 | 13.54 | 13.71      |                 |
| 7       | Marshay Ryan      | Estados Unidos | 13.28 | 13.53 | 13.36 | 13.21 | X     | 13.60 | 13.60      | Recorde pessoal |
| 8       | Nubia Soares      | Brasil         | X     | 13.42 | 13.25 | 13.53 | X     | X     | 13.53      |                 |
| 9       | Keturah Orji      | Estados Unidos | 13.29 | 13.23 | 12.93 | —     | —     | —     | 13.29      |                 |
| 10      | Anna Krasutska    | Ucrânia        | 13.08 | 12.91 | 12.93 | —     | —     | —     | 13.08      |                 |
| 11      | Ottavia Cestonaro | Itália         | X     | X     | 13.03 | —     | —     | —     | 13.03      |                 |
| 12      | Aliyah Johnson    | Austrália      | 12.50 | 12.49 | 12.69 | —     | —     | —     | 12.69      |                 |

Legenda
| Recorde mundial       | Recorde mundial (World record)               |                       | Recorde africano                      | Recorde africano (African) |                                           | Q | Classificado por posição (Qualified) |
| Recorde do campeonato | Recorde do campeonato (Championship record)  | Recorde da América    | Recorde da América (Americas)         | q                          | Classificado por melhor tempo (Qualified) |   |                                      |
| Melhor marca do ano   | Melhor marca do ano (World leading)          | Recorde asiático      | Recorde asiático (Asian)              | DNS                        | Não largou (Did not start)                |   |                                      |
| Recorde nacional      | Recorde nacional (National record)           | Recorde europeu       | Recorde europeu (European)            | DNF                        | Não terminou (Did not finish)             |   |                                      |
| Recorde pessoal       | Recorde pessoal do atleta (Personal best)    | Recorde da Oceania    | Recorde da Oceania (Oceania)          | DSQ / DQ                   | Desclassificado (Disqualified)            |   |                                      |
| Recorde da temporada  | Recorde da temporada do atleta (Season best) | Recorde sul-americano | Recorde sul-americano (South America) | NM                         | Sem marca (No mark)                       |   |                                      |